# Мыза (Емецкое сельское поселение)
Мыза — деревня в Холмогорском районе Архангельской области.

## География
Находится в центральной части Архангельской области на расстоянии менее 1 км на запад от села Емецк.

## История
В 1905 году здесь (тогда деревня Рындаловская Холмогорского уезда Архангельской губернии, включающая кроме Мызы еще деревню Осерёдок) было учтено 27 дворов. До 2022 года входила в Емецкое сельское поселение до его упразднения.

## Население
Численность населения: 165 человек (1905 год), 391 (русские 98 %) в 2002 году, 410 в 2010.